# Дух лісу (фільм, 2019)
«Дух Лісу» (англ. The spirit of the forest) — короткометражний казково-фентезійний фільм з 3D анімацією, дебютний фільм українського режисера Максима Дончика-молодшого, знятий компанією BIG HAND FILMS за підтримки Державного агентства України з питань кіно.
Загадкова історія про єднання людини з природою.

## Сюжет
Син лісоруба, за волею батька, зрубує своє перше дерево. Вікові кільця на зрізі нагадують йому відбиток пальця. Зрозумівши, що скоїв невиправну помилку, — вбив живу істоту, хлопець тікає у нетрі лісу, де йому доведеться зустрітися з магічними створіннями та дізнатися істину, яка змінить його життя.

## Актори
- Андрій — Олексій Дзюбинський
- Батько — Владислав Мамчур
- Роботяга — Володимир Процюк
- Ледащо — Сергій Бачик
- Лісник-1 — Володимир Сорокін
- Лісник-2 — Олександр Ілясов

## Виробництво
Кінопроєкт «Дух Лісу» став одним із переможців Десятого конкурсного відбору фільмів Державного агентства з питань кіно і отримав фінансування у розмірі 999 тис. 546 грн.